# Eric Voegelin
Eric Voegelin (Köln, 1901. január 3. – Palo Alto, Kalifornia, 1985. január 19.) német–amerikai filozófus, szociológus, politológus.

## Művei
- Új politikatudomány; fordította: Dippold Ádám; Nemzeti Közszolgálati Egyetem Molnár Tamás Kutató Központ, Budapest, 2014